# Музей на библейските земи
Музеят на библейските земи (на иврит: מוזיאון ארצות המקרא ירושלים – Muzeon Artzot HaMikra, на английски: Bible Lands Museum) е музей в Йерусалим.
Посветен е на древните държави и култури в еврейската „Библия“. Музеят се намира в непосредствена близост до Музея на Израел и Националния кампус за археология на Израел.
Основан е от Ели Боровски за разполагане на личната му колекция през 1992 г. Музеят е създаден с подкрепата на кмета на града. Обогатен е по-късно с други колекции.